# La Dernière Maison sur la gauche (film, 2009)
Cet article concerne le film de Dennis Iliadis. Pour le film de Wes Craven, voir La Dernière Maison sur la Gauche.
Pour les articles homonymes, voir La Dernière Maison sur la Gauche.
Pour plus de détails, voir Fiche technique et Distribution.
La Dernière Maison sur la Gauche (The Last House on the Left) est un film d'horreur américain réalisé par Denis Iliadis, sorti en 2009.
Il s'agit du remake du film homonyme (1972) de Wes Craven qui en est également producteur.

## Synopsis
Krug est conduit dans une escorte policière en prison. Il est libéré par Sadie et Francis, qui abattent le policier chargé de l'escorter.
John et Emma Collingwood sont deux jeunes parents qui possèdent une résidence secondaire à côté d'un lac. Leur fille, Marie, et sa copine Paige rencontrent Justin puis se font kidnapper et séquestrer par trois fugitifs: Krug, le père de Justin, Sadie, la petite-amie de Krug, et Francis, l'oncle de Justin. Paige est tuée de plusieurs coups de couteau et Marie violée. Celle-ci parvient à échapper à ses ravisseurs en plongeant dans le lac, mais est blessée par un tir de pistolet.
La laissant pour morte, les trois inconnus cherchent à s'abriter d'un orage et finissent par trouver refuge par hasard dans la maison des Collingwood. Marie arrive chez elle, à moitié morte, quelque temps plus tard.
Lorsque ses parents se rendent compte de la véritable nature des gens qu'ils abritent de l'orage, ils mettent tout en œuvre à la fois pour protéger et venger Marie.

## Fiche technique
Sauf indication contraire, les informations mentionnées dans cette section peuvent être confirmées par la base de données cinématographiques IMDb,  présente dans la section « Liens externes ».
- Titre original : The Last House on the Left
- Titre français : La Dernière Maison sur la gauche
- Réalisation : Dennis Iliadis (en)
- Scénario : Adam Alleca et Carl Ellsworth
- Musique : John Murphy
- Direction artistique : Shira Hockman et Cecelia van Straaten
- Décors : Johnny Breedt
- Costumes : Janie Bryant
- Photographie : Sharone Meir
- Montage : Peter McNulty
- Production : Wes Craven, Sean S. Cunningham et Marianne Maddalena
- Production déléguée : Ray Haboush
- Sociétés de production : Rogue Pictures ; Crystal Lake Entertainment, Midnight Entertainment et Sean S. Cunningham Films
- Société de distribution : Rogue Pictures
- Pays de production :  États-Unis
- Langue originale : anglais
- Format : 1,85:1
- Genre : horreur slasher, thriller
- Dates de sortie :
  - Canada, États-Unis : 13 mars 2009
  - Belgique, France : 22 avril 2009
- Film interdit aux moins de 16 ans lors de sa sortie en France avec l'avertissement "Ce film de genre extrêmement violent et réaliste appelle une interdiction aux mineurs de moins de seize ans."

## Distribution
- Garret Dillahunt (VF : Raphaël Cohen et VQ : Jean-François Beaupré) : Krug
- Riki Lindhome (VF : Barbara Beretta et VQ : Annie Girard) : Sadie
- Aaron Paul (VF : Axel Kiener et VQ : Claude Gagnon) : Francis
- Sara Paxton (VF : Noémie Orphelin et VQ : Catherine Bonneau) : Marie Collingwood
- Monica Potter (VF: Vanina Pradier  et VQ : Maryse Gagné) : Emma Collingwood
- Tony Goldwyn (VF : Eric Aubrahn et VQ : Yves Soutière) : John Collingwood
- Michael Bowen (VF : Mario Pecqueur et VQ : François Trudel) : Morton
- Martha MacIsaac (VF : Fily Keita et VQ : Geneviève Déry) : Paige
- Spencer Treat Clark (VF : Jim Redler et VQ : Xavier Dolan) : Justin
- Usha Khan : la femme de ménage